# Stengyl (Öljehults socken, Blekinge, 624871-145187)
Stengyl är en sjö i Ronneby kommun i Blekinge och ingår i Bräkneåns huvudavrinningsområde. Sjön är 6,2 meter djup, har en yta på 0,028 kvadratkilometer och befinner sig 90 meter över havet.